# Deep Forest
A Deep Forest egy francia együttes, melyet Michel Sanchez és Eric Mouquet billentyűsök alapítottak 1992-ben. Hagyományos népdalokat elektronikus zenével ötvöző lemezeik nagy népszerűségnek örvendtek az 1990-es években; többek között magyar nyelvű (cigány és csángó) dalokat is feldolgoztak. 1996-ban első francia együttesként Grammy-díjat kaptak. 2005-ben Sanchez kivált a csapatból és szólókarrierbe kezdett.

## Története
Miután Sanchez több hangfelvétellel tért vissza Afrikából, Mouquet-vel együtt a közép-afrikai baka népcsoport énekeiből kiragadott részleteket (sample-eket) modern nyugati harmóniájú szintetizátoros zenével keverte. 1992 májusában megjelent Sweet Lullaby kislemezük, melyben a salamon-szigeteki Rorogwela című dalt dolgozták fel, ezt követően pedig Deep Forest albumuk, mely az egész világon nagy sikert aratott, és több, mint másfél millió kelt el belőle. 1994-ben az eredeti számokat kiadták egy új, World Mix nevű albumon, melyre pár remix is felkerült.
1995-ben megjelent máig legsikeresebb, Boheme című albumuk, melyből több, mint 4 milliót értékesítettek. A lemez több számában magyar nyelvű népdalok részleteit használták fel, közöttük Sebestyén Márta énekét. A Boheme 1996-ban Grammy-díjat kapott a Best World Music Album kategóriában; ugyanebben az évben adta a Deep Forest első koncertjét.
Népszerűségük ezután hanyatlani kezdett. 1998-ban kiadták a Karib-térség zenéje által ihletett Comparsa nagylemezüket, 2002-ben pedig Music Detected albumukat. Ez utóbbi szerzemény a korábbiaktól eltérően kemény hangzású rockalbum.
2005-ben Sanchez szólókarrierbe kezdett, így Mouquet egyedül vitte tovább a Deep Forest projectet. 2008-ban megjelent Deep Brasil, 2013-ban Deep Africa, 2014-ben Deep India, 2016-ban pedig Evo Devo albuma.

## Kritikák
Egyesek szerint a Deep Forest zenéje a kulturális kisajátítás példája: a „primitívként” beállított dalokat félremagyarázva, megmásítva, „állatkerti körülmények” között mutatja be a nyugati ember számára. Mások azt kifogásolták, hogy az eredeti énekesek nem részesültek a Deep Forest sikeréből és bevételeiből. 1996-ban a cigány származású Rostás „Huttyán” Károly leszármazottai beperelték a Deep Forestet, mivel azok engedély nélkül használták fel Rostás 1977-ben gyűjtött énekét, az "Esik Esőt".

## Nagylemezek
Stúdióalbumok
- Deep Forest (1992)
- Boheme (1995)
- Comparsa (1998)
- Music Detected (2002)
- Deep Brasil (2008)
- Deep Africa (2013)
- Deep India (2014)
- Evo Devo (2016)
- Epic Circuits (2018)

Filmzenék
- Pacifique (2000)
- Kusa no Ran (2004)

Válogatások
- World Mix (1994)
- Essence of Deep Forest (2003)